# Campyloneurus impressimargo
Campyloneurus impressimargo är en stekelart som beskrevs av Günther Enderlein 1920. Campyloneurus impressimargo ingår i släktet Campyloneurus och familjen bracksteklar. Inga underarter finns listade.